# VideoCore

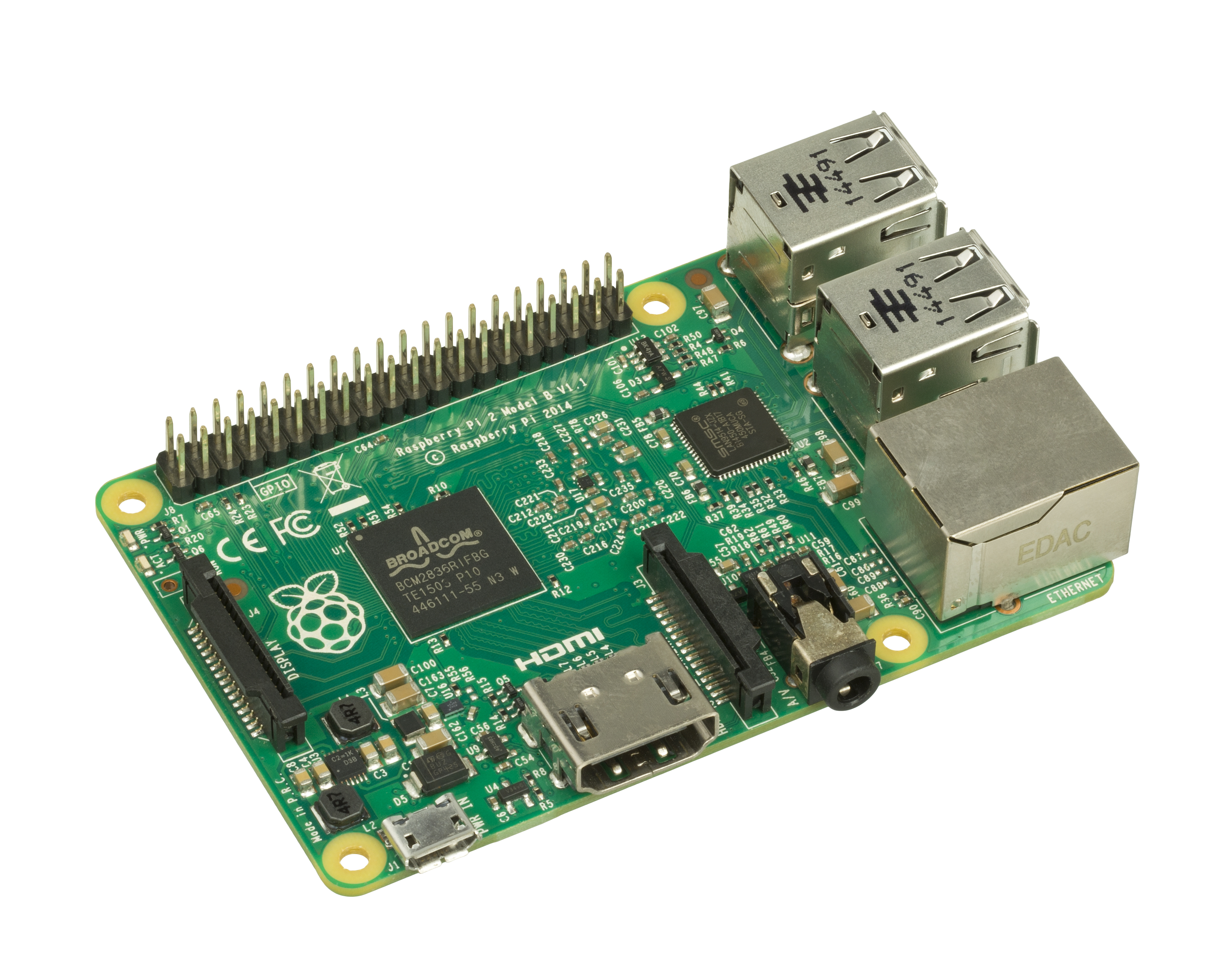
Un processador Broadcom VideoCore alimenta la línia de populars microordinadors Raspberry Pi.

VideoCore és una sèrie de processadors multimèdia mòbils de baixa potència desenvolupats originalment per Alphamosaic Ltd i ara propietat de Broadcom. Alphamosaic va comercialitzar la seva primera versió com una arquitectura DSP bidimensional que la fa prou flexible i eficient per descodificar (i també codificar) una sèrie de còdecs multimèdia al programari mantenint un baix consum d'energia. El nucli de propietat intel·lectual dels semiconductors (nucli SIP) s'ha trobat fins ara només als SoC de Broadcom.

## Detalls tècnics

### Restriccions del sistema multimèdia
Els dispositius multimèdia mòbils requereixen molt de processament de vídeo d'alta velocitat, però amb poca potència per a una llarga durada de la bateria. El nucli del processador ARM té una xifra d'IPS per watt elevat (i, per tant, domina el mercat de la telefonia mòbil), però requereix coprocessadors d'acceleració de vídeo i controladors de visualització per a un sistema complet. La quantitat de dades que passen entre aquests xips a gran velocitat dona com a resultat un major consum d'energia. Els coprocessadors especialitzats es poden optimitzar per al rendiment sobre la latència (més nuclis i paral·lelisme de dades, però a una velocitat de rellotge més baixa) i tenen conjunts d'instruccions i arquitectures de memòria dissenyades per al processament de mitjans (per exemple, aritmètica de saturació i maneig de formats de dades especialitzats).

### Motor 3D
El VideoCoreIV-AG100-R que es troba al Raspberry Pi 1, 2 i 3 està documentat per donar suport totalment a OpenGL ES 2.0 i OpenVG 1.1.
El motor 3D està format per diversos subsistemes, els més abundants són els QPU. Un QPU és un processador SIMD de 16 vies d'instrucció única i dades múltiples.
"Cada processador té dues ALU vectorials de coma flotant que duen a terme operacions de multiplicació i no multiplicació en paral·lel amb una latència de cicle d'instrucció única. Internament, el QPU és un processador SIMD de 4 vies multiplexat 4x durant quatre cicles, el que el fa especialment adequat per al processament. fluxos de quads de píxels", segons la Guia de referència d'arquitectura 3D VideoCore® IV de Broadcom. 

### Algoritmes de compressió de vídeo
Dels algorismes de compressió de vídeo que s'utilitzen àmpliament actualment, com ara H.263, H.264/MPEG-4 AVC, MPEG-4, MPEG-2, MPEG-1, H.265, Daala, Theora, VP8 i VP9, VideoCore de Broadcom Els productes admeten l'acceleració de maquinari d'algunes operacions. En alguns casos només descompressió, només compressió o ambdues fins a una determinada resolució (per exemple, 720p o 1080p) i fins a una determinada velocitat de fotogrames (per exemple, 30 o 60 fotogrames per segon).

## Productes VideoCore
Els xips VideoCore poden executar aplicacions completes: no són simplement xips DSP de vídeo que requereixen un processador independent per subministrar i recopilar dades. Tanmateix, a la pràctica, sovint s'utilitzen com a simples acceleradors, ja que les empreses solen assimilar amb cautela les noves tecnologies en lloc d'assumir un gran risc en portar una gran quantitat de codi d'aplicació d'un disseny existent basat en ARM. El VideoCore també pot no ser òptimament eficient energèticament en tasques que no són DSP, però es pot combinar amb un nucli de CPU altament eficient, per exemple, les tasques típiques no multimèdia rarament requereixen una amplada de bus superior a 32 bits, mentre que el disseny de VideoCore empra múltiples nuclis d'amplada de bus ample. L'iPod de vídeo d'Apple és un bon exemple d'aquest enfocament.
Els ordinadors portàtils de baixa potència utilitzen processadors i xips gràfics de baixa potència i, per tant, sovint tenen problemes per reproduir vídeo a velocitats de fotogrames completes. No és convenient ni pràctic portar un sistema operatiu complet a un xip VideoCore, de manera que només cal descarregar la descodificació de vídeo a una placa acceleradora de vídeo (per exemple, utilitzant el xip BCM70015).

## Suport Linux
El 28 de febrer de 2014, el dia del segon aniversari de la Raspberry Pi, Broadcom, juntament amb la fundació Raspberry PI, van anunciar el llançament de la documentació completa per al nucli gràfic VideoCore IV i un llançament complet de la pila de gràfics sota un Llicència BSD de 3 clàusules.
Tanmateix, només una part menor del controlador es va publicar com a codi obert; tota l'acceleració de vídeo es fa mitjançant un microprogramari codificat per a la seva GPU propietat, que no era de codi obert. Tot el SoC en si està gestionat per un RTOS basat en ThreadX que es carrega a la VPU de VideoCore durant l'arrencada.